# Долман, Крис
Крис Долман (род. 17 февраля 1945, Амстердам) — голландский дзюдоист, самбист, борец греко-римского стиля, каратист, боец смешанных единоборств, чемпион и призёр чемпионатов Голландии по дзюдо, призёр чемпионатов Европы по самбо и дзюдо, призёр чемпионатов мира по самбо, победитель соревнований по самбо Всемирных игр 1985 года в Лондоне. По дзюдо выступал в тяжёлой (свыше 95 кг) и абсолютной весовых категориях. Тренировался под руководством Йона Блюминга. По смешанным единоборствам выступал в Fighting Network Rings. Тренировал таких известных бойцов смешанных единоборств как Валентейн Оверем, Гилберт Ивел, Алистар Оверим, Гегард Мусаси, Бас Рюттен.